# Le Cigare introuvable
Pour plus de détails, voir Fiche technique et Distribution.
Le Cigare introuvable est un court métrage muet français réalisé en 1897 et produit par la Société Lumière.

## Description
Un clown joue des tours à deux autres clowns avec un cigare allumé.

## Remarque
Cette petite troupe de clowns se nommait « Les trois Johns ». Il existe trois autres films Lumière de ces clowns sous le titre « Les Anglais en voyage ». Hormis ces courts métrages, on ne trouve aucune trace d'eux nulle part ailleurs.

## Fiche technique
- Titre original : Le Cigare introuvable
- Réalisation : Inconnu
- Production : Société Lumière
- Lieu de tournage : France
- Pays d'origine :  France
- Vue no  : 672
- Genre : Vue comique
- Format : Court métrage — Muet — Noir et blanc
- Durée : 46 s
- Date de réalisation : 1897
- Dates de sortie :
  - France : 28 novembre 1897 à Lyon
  - France : 19 juillet 1902 à Paris sous le titre Les Clowns : les 3 Johns ou le Cigare introuvable.

## Sources
- Catalogue Lumière, « Le Cigare introuvable » (consulté le 9 février 2024).